# Allium deltoidefistulosum
Allium deltoidefistulosum là một loài thực vật có hoa trong họ Amaryllidaceae. Loài này được S.O.Yu, S.Lee & W.T.Lee mô tả khoa học đầu tiên năm 1981.